# Milino Selo (Lopare, BiH)
Milino Selo je naseljeno mjesto u sastavu općine Lopare, Republika Srpska, BiH.

## Šport
Ponada sela je nogometno igralište na Žutavki u vlasništvu istoimenog nogometnog kluba. Igralište je nalazi na mjestu nekadašnjeg Molitvišta na vrh Žutavke, gdje se svojevremeno održavao sajam.

## Stanovništvo
| Milino Selo        |              |              |              |
| godina popisa      | 1991.        | 1981.        | 1971.        |
| Srbi               | 599 (97,55%) | 686 (98,70%) | 768 (98,46%) |
| Muslimani          | 6 (0,97%)    | 6 (0,86%)    | 11 (1,41%)   |
| Hrvati             | 2 (0,32%)    | 0            | 0            |
| Jugoslaveni        | 6 (0,97%)    | 1 (0,14%)    | 0            |
| ostali i nepoznato | 1 (0,16%)    | 2 (0,28%)    | 1 (0,12%)    |
| ukupno             | 614          | 695          | 780          |